# Аерорадіометрична розвідка
Аерорадіометри́чна ро́звідка — метод вивчення радіоактивності гірських порід з літака. Дослідження проводять на висоті 30 — 160 м при швидкості літака 100—200 км/год. Літаки обладнано спеціальними радіометрами, головною частиною яких є лічильники різних типів та автореєстратори, що безперервно записують характер розподілу радіоактивності вздовж маршруту. 

## Принцип
Аероелектромагнетний метод розвідки ґрунтується на використанні явища електромагнетної індукції. Дослідження цим методом звичайно проводять на висоті До 150 м.

## Застосування
Аерорадіометрична розвідка використовується при розшуках рудних родовищ чорних та кольорових металів, при геол. картуванні, при розшуках нафто-газоносних структур та інше.